# Sacré-Cœur, Québec
Sacré-Cœur är en kommun i provinsen Québec i Kanada. Den ligger i regionen Côte-Nord, i den östra delen av landet, 500 km nordost om huvudstaden Ottawa.